# Kodeks Freera
Kodeks Freera, łac. Codex Freerianus (Gregory-Aland no. I albo 016; Soden α 1041), nazywany także Waszyngtońskim manuskryptem Listów Pawła – pochodzący z V wieku manuskrypt uncjalny Nowego Testamentu, pisany na welinie w języku greckim. Jest to jeden z rękopisów nabytych przez amerykańskiego przemysłowca Charlesa Langa Freera (stąd nazwa kodeksu) w 1906 roku w Egipcie. Manuskrypt reprezentuje aleksandryjską tradycję tekstualną i jest cytowany w krytycznych wydaniach greckiego Nowego Testamentu. Został uszkodzony przez ogień i zachował się we fragmentarycznym stanie.

## Opis
Kodeks zawiera listy Pawła z licznymi brakami (List do Rzymian utracony został w całości). List do Hebrajczyków umieszczony został po 2. Liście do Tesaloniczan. Większość paleografów datuje rękopis na V wiek, jakkolwiek niektórzy sugerują VI wiek. Oryginalnie kodeks zawierał około 210 kart (25 × 20 cm), z których zachowało się tylko 84 i to fragmentarycznie. Pergamin wykorzystany przez kopistę był cienki i wysokiej jakości. Do naszych czasów przetrwał w słabej kondycji, kształty i rozmiary kart są nieregularne, nosi ślady uszkodzeń od ognia.
Tekst jest pisany w jednej kolumnie, każdorazowo mieści się na stronie 30 wierszy. Litery pisane są w sposób ciągły, bez przerw między wyrazami (scriptio-continua), są średniej wielkości, kwadratowych kształtów i regularne. Litera fi jest powiększona, litera rho wydłużona, litery epsilon, sigma, tau i delta mają dodane kropki. Nomina sacra pisane są skrótami. Formy ΚΣ (dla κυριος), ΘΣ (dla θεος), ΧΣ (dla Χριστος) i ΙΣ (dla Ιησους) stosowane są regularnie dla wszystkich przypadków w liczbie pojedynczej, jednak w liczbie mnogiej stosowane są pełne, nieskrócone formy. Używane są ligatury, np. dla spójnika και (i). Nie stosuje przydechów, ani akcentów, stosuje jednak system znaków nad niektórymi samogłoskami z rozmaitą częstotliwością. Stosuje pojedyncze i podwójne kropki (głównie nad ypsilon oraz iotą).
Skryba wykonał swoją pracę starannie, litery są regularne. Najistotniejsze błędy, które popełnił dotyczą nieakcentowanych samogłosek, rzadziej mylił spółgłoski, jakkolwiek spółgłoski ksi, dzeta oraz chi czasem są mylone. Tylko w nielicznych sytuacjach warianty tekstu są nonsensowne. Skryba miał zwyczaj kopiować po około pięć słów naraz ({\displaystyle {\mathfrak {P}}^{45}} i {\displaystyle {\mathfrak {P}}^{66}} po 3-5 słów naraz). Zazwyczaj były to frazy zawierające wewnętrzny sens. Prawie w ogóle nie popełnia błędów homoioteleuton oraz dittografii. Popełnia błędy itacyzmu, 42 razy pisze αι zamiast ε (za każdym razem dotyczy to czasownika w 2 osobie l. mnogiej), 8 raz – ε zamiast αι, 71 razy – ι zamiast ει, 17 razy – ει zamiast ι. Inne przypadki błędów itacyzmu są rzadkie.
Według Sandersa w całym rękopisie można znaleźć tylko 2 lub 3 korekty uczynione przez późniejszego korektora i wszystkie są mało istotne.

## Zawartość kodeksu

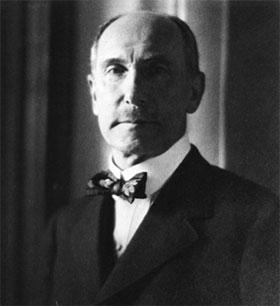
Charles Freer w 1916, fotografia wykonana przez Edwarda Steichena.

1. List do Koryntian 10,29; 11,9-10.18-19.26-27; 12,3-4.27-28; 14,12-13.22.32-33; 15,3.15.27-28.38-39.59-50; 16,1-2.12-13;
2. List do Koryntian 1,1.9.16-17; 2,3-4.14; 3,6-7.16-17; 4,6-7.16-17; 5,8-10.17-18; 6,6-8.16-18; 7,7-8.13-14; 8,6-7.14-17; 8,24 – 9,1; 9,7-8; 9,15 – 10,1; 10,8-10; 10,17 – 11,2; 11,9-10.20-21.28-29; 12,6-7.14-15; 13,1-2.10-11;
List do Galatów 1,1-3.11-13; 1,22 – 2,1; 2,8-9,16-17; 3,6-8,16-17,24-28; 4,8-10,20-23;
List do Efezjan 2,15-18; 3,6-8,18-20; 4,9-11.17-19.28-30; 5,6-11.20-24; 5,32 – 6,1; 6,10-12.19-21;
List do Filipian 1,1-4.11-13.20-23; 2,1-3.12-14.25-27; 3,4-6.14-17; 4,3-6.13-15;
List do Kolosan 1,1-4.10-12.20-22.27-29; 2,7-9.16-19; 3,5-8.15-17; 3,25 – 4,2; 4,11-13;
1. List do Tesaloniczan 1,1-2.9-10; 2,7-9.14-16; 3,2-5.11-13; 4,7-10; 4,16 – 5,1; 5,9-12.23-27;
2. List do Tesaloniczan 1,1-3.10-11; 2,5-8.14-17; 3,8-10;
List do Hebrajczyków 1,1-3.9-12; 2,4-7.12-14; 3,4-6.14-16; 4,3-6.12-14; 5,5-7; 6,1-3.10-13; 6,20 – 7,2; 7,7-11.18-20; 7,27 – 8,1; 8,7-9; 9,1-4.9-11.16-19.25-27; 10,5-8.16-18.26-29.35-38; 11,6-7.12-15.22-24.31-33; 11,38 – 12,1; 12,7-9.16-18.25-27; 13,7-9.16-18.23-25;
1. List do Tymoteusza 1,1-3.10-13; 1,19 – 2,1; 2,9-13; 3,7-9; 4,1-3.10-13; 5,5-9.16-19; 6,1-2.9-11.17-19;
2. List do Tymoteusza 1,1-3.10-12; 2,2-5.14-16.22-24; 3,6-8; 3,16 – 4,1; 4,8-10.18-20;
List do Tytusa 1,1-3.10-11; 2,4-6.14-15; 3,8-9;
List do Filemona 1-3.14-16.

## Tekst

### Charakter tekstualny

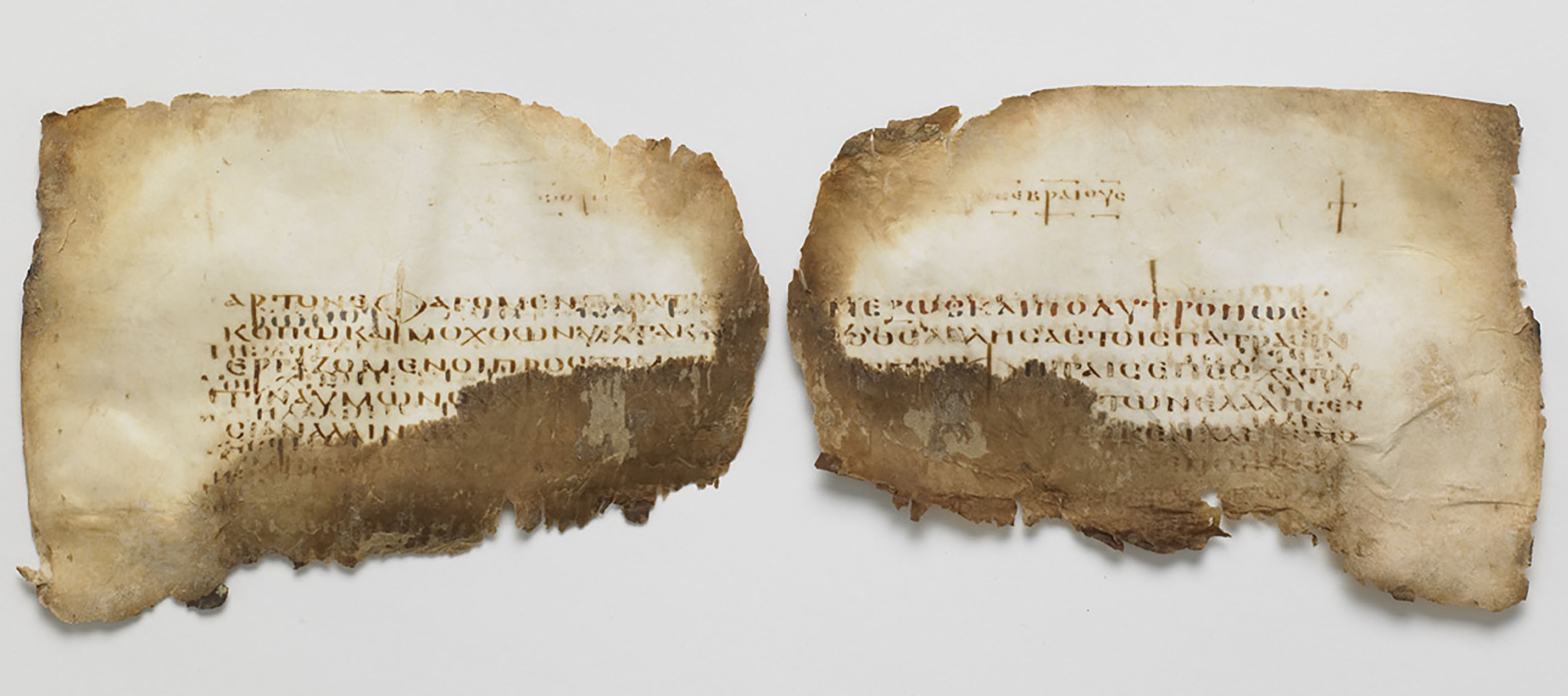
Jeden z fragmentów Listu do Hebrajczyków

Kurt i Barbara Aland nadali mu następujący profil tekstualny 11, 51/2, 22², 6s. Profil ten oznacza, że według Alandów kodeks wspiera tekst bizantyński tylko w 1 miejscu profilowym, w 5 miejscach jest zgodny zarówno z tekstem bizantyńskim, jak i oryginalnym, wspiera tekst oryginalny w 22 miejscach, ponadto posiada 6 sobie właściwych wariantów tekstowych (Sonderlesarten). W oparciu o ten profil Alandowie zaklasyfikowali go do Kategorii II, przewidzianej dla późnego tekstu egipskiego i traktowanej jako tekst aleksandryjski z obcymi, przede wszystkim bizantyńskimi, naleciałościami. Decyzja Alandów bywa krytykowana, ponieważ na 34 miejsc profilowych, tylko w jednym kodeks przekazuje tekst bizantyjski.
Grecki tekst kodeksu jest dobrym reprezentantem tekstu aleksandryjskiego, częściej zgodnym z א, A i C, niż z {\displaystyle {\mathfrak {P}}^{46}}, B i 1739. Tekst cechuje się wysoką jakością, jednak fragmentaryczność kodeksu ogranicza jego wykorzystanie i powoduje, że bywa niedoceniany.

### Warianty tekstowe
W sześciu przypadkach skryba zmienił kolejność słów, tworząc w ten sposób unikalne warianty tekstowe nie spotykane w innych rękopisach. Thomas Wayment z owych sześciu wylicza cztery warianty:
- 1 Kor 15,38 αυτω διδωσι
- 2 Kor 10,10 μεν επιστολαι
- Flm 3,4 αλλος δοκει
- 1 Tes 4,8 το αγιον αυτου

## Historia

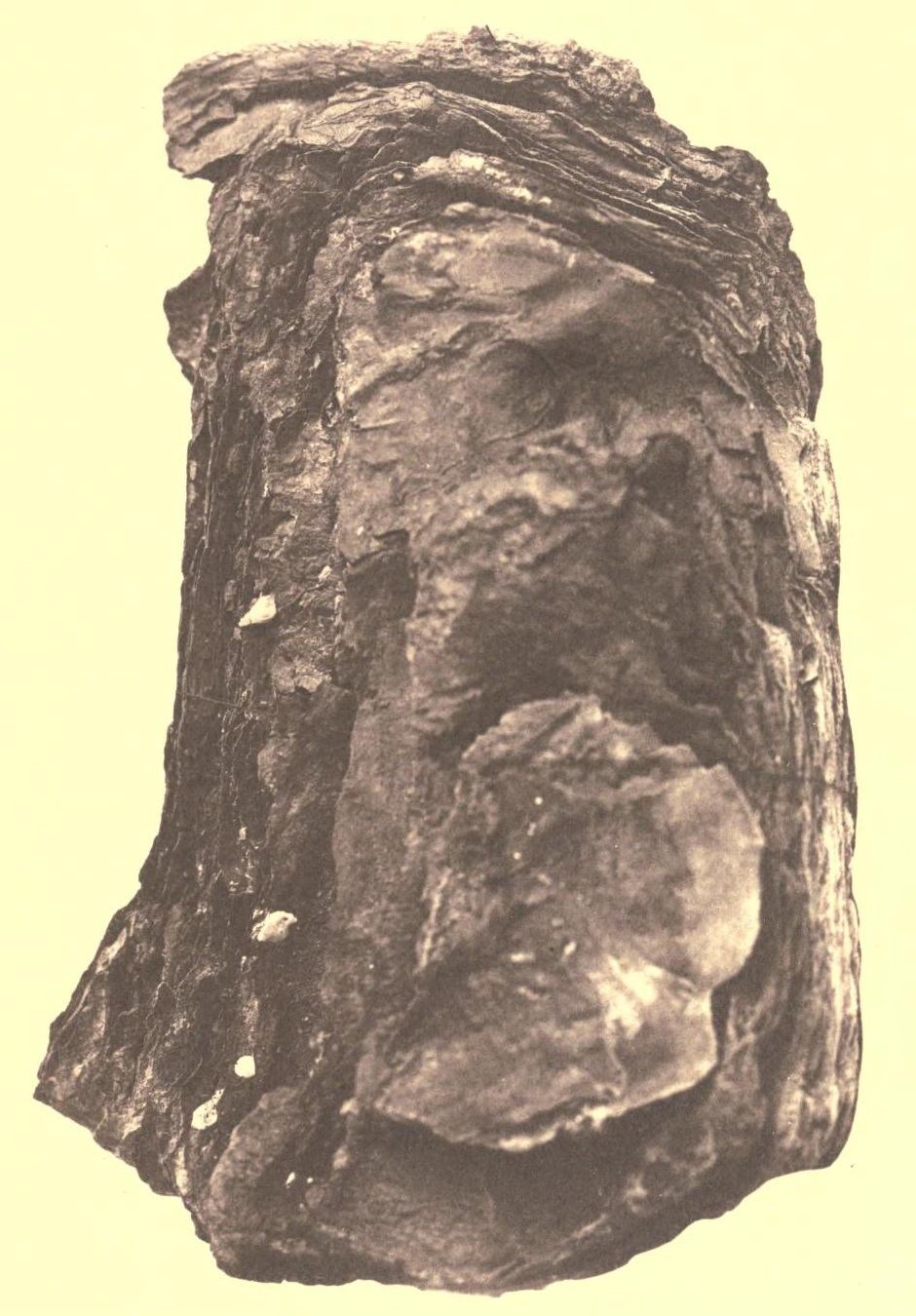
Tak wyglądał kodeks po nabyciu

Jest jednym z czterech rękopisów nabytych 19 grudnia 1906 roku przez amerykańskiego przemysłowca Charlesa Langa Freera od arabskiego handlarza o imieniu Ali Arabi w jego sklepie w Gizie. Za wszystkie cztery manuskrypty Freer zapłacił 1600 £. Rękopis był w bardzo słabej kondycji, miał zlepione karty i stanowił tylko bryłę pergaminu. Karty zostały później nawzajem od siebie odseparowane przy pomocy noża. Nazwany został od imienia nabywcy. Początkowo należał do prywatnej kolekcji Freera, a po jego śmierci, od 1923 przechowywany jest we Freer Gallery w Smithsonian Institution (Freer Gallery of Art, 06.275) w Waszyngtonie. W kolekcji Freera zajmuje czwartą pozycję.
C.R. Gregory wciągnął go na listę rękopisów Nowego Testamentu, nadając mu symbole I oraz 016. Kodeks cytowany jest we współczesnych krytycznych wydaniach greckiego tekstu Nowego Testamentu (NA26, NA27, UBS3, UBS4). W NA27 cytowany jest jako świadek pierwszego rzędu.
W 1918 roku Henry A. Sanders wydał transkrypcję tekstu kodeksu, w której pominął stronę 8. oraz 9. ze względu na ich nieczytelność. W wydaniu tym zamieścił także fotograficzne faksymile trzech stron kodeksu. Fotograficzne facsimile wydał także William Hatch w 1939 roku i Guglielmo Cavallo w 1967 roku.
Sanders datował kodeks na VI wiek, Gregory datował go na V wiek. Większość współczesnych paleografów datuje rękopis na V wiek, jakkolwiek niektórzy sugerują VI wiek. INTF datuje go na V wiek. Jako na prawdopodobne miejsce powstania wskazuje się Biały Klasztor. Guglielmo Cavallo wskazywał na Pustynię Nitryjską jako na miejsce powstania kodeksu.